# Крис Бёрд — Владимир Кличко (2000)
Крис Бёрд — Владимир Кличко, также известен под названием «Месть брата» (нем. «Die Rache des Bruders») — двенадцатираундовый боксёрский поединок в тяжёлой весовой категории за титул чемпиона мира по версии WBO. Бой состоялся 14 октября 2000 года на арене Kölnarena в Кельне (Германия).
В апреле 2000 года Крис Бёрд провёл поединок против старшего брата Владимира Кличко Виталия. Поединок проходил с преимуществом украинца, но из-за травмы руки он отказался продолжать бой, и победа была присуждена Бёрду. 14 октября того же года Бёрд проводил дебютную защиту чемпионского титула против младшего брата Виталия — Владимира Кличко. Поединок на этот раз проходил с преимуществом претендента на титул, по ходу поединка Бёрд дважды (в 9-м и 11-м раундах) оказался в нокдауне. В итоге победа единогласным судейским решением была присуждена Владимиру Кличко.
После первой победы над Бёрдом Кличко-младший провёл несколько защит титула, но утратил его в 2003 году. Бёрд же вскоре вновь стал чемпионом мира, на этот раз по версии IBF. В сентябре 2005 года Владимир Кличко победил Сэмюэля Питера и стал претендентом на титул, принадлежащим Бёрду. Второй поединок между Бёрдом и Кличко также проходил с преимуществом украинца и завершился его победой техническим нокаутом в 7-м раунде (TKO7).

## Предыстория
1 апреля 2000 года непобеждённый чемпион мира по боксу в тяжёлом весе по версии WBO Виталий Кличко (24-0) провёл третью защиту титула против американца Криса Бёрда (30-1). Поединок проходил с преимуществом украинского спортсмена, но из-за травмы Кличко-старший был вынужден отказаться от продолжения боя после девятого раунда, таким образом проиграв его и утратив чемпионский титул. После боя выяснилось, что у Виталия произошёл отрыв плечевой мышцы левой руки. Сразу после этого он перенёс двухчасовую операцию на руке, а период реабилитации занял восемь месяцев.
После поражения старшего брата от Криса Бёрда, Владимир Кличко «взялся за дело с некоторым остервенением». Он провёл два поединка против перспективных американских боксёров, в которых одержал досрочные победы: 29 апреля 2000 года над Дэвидом Бостисом (22-1-1), победив техническим нокаутом во 2-м раунде и защитив в третий раз свой титул интерконтинентального чемпиона в тяжёлом весе по версии WBA, и 15 июля 2000 года над Монте Барреттом (23-1), победив техническим нокаутом в 5-м раунде. После этих побед Владимир Кличко вызвал на поединок чемпиона мира по версии WBO Криса Бёрда. Поединок «Крис Бёрд — Владимир Кличко» стал первым в профессиональной карьере Владимира, в котором на кону стоял титул чемпиона мира.
Бой, назначенный на 14 октября 2000 года, должен был пройти на арене Kolnarena в Кельне (Германия). Германия, как принимающая поединок страна, была выбрана по инициативе промоутера братьев Кличко Клауса-Питера Коля. Коль ориентировался на то, что братья Кличко пользовались большой популярностью в Германии (в отличие от Бёрда, который не был сильно популярен в США), и, предложив чемпиону «выгодные финансовые условия», уговорил Бёрда провести второй бой на территории этой страны.
Для фанатов бокса, и для немецкой аудитории в частности, этот бой стал раскручиваться как месть младшего брата за поражение старшего. При этом процесс лечения и реабилитации Виталия Кличко подробно освещался по немецкому телевидению. Как отмечал спортивный журналист Александр Беленький, «весь израненный и перевязанный, Виталий выглядел именно так, как должен выглядеть человек, за которого надо отомстить и, по возможности, с особой жестокостью».

## Ход поединка
С самого начала первого раунда Владимир Кличко, выбрав неспешный темп поединка, начал боксировать первым номером; заняв центр ринга. Он, атакуя, оттеснил Бёрда к канатам, пытаясь спровоцировать его на активные действия. Во второй половине третьей минуты четвёртого раунда украинцу удалось пробить несколько точных ударов по подбородку Бёрда, на что тот ответил улыбкой. В следующих раундах ситуация оставалась неизменной, Кличко продолжал методично атаковать, многие из его ударов доходили до головы Бёрда, а тот в ответ на них улыбался.
По мнению комментатора Владимира Гендлина-старшего, план Владимира Кличко на поединок состоял в том, чтобы обманными действиями (такими как ложные атаки) заставить Бёрда «рисковать понапрасну». При этом Бёрд активно защищался, сбивая удары противника и уклоняясь от них. План Бёрда на поединок, по мнению Александра Беленького, состоял в том, чтобы измотать Кличко, как это он сделал в 1998 году против Росса Пьюритти. Однако, в итоге, и Гендлин и Беленький отметили, что реализовать свой план на бой смог только Владимир Кличко.

Из первых восьми раундов Берд едва ли выиграл один, однако на пропущенные силовые удары отвечал как правило улыбкой. Тем не менее улыбаться ему становилось всё труднее— Александр Беленький
К началу девятого раунда вследствие ранее пропущенных ударов правый глаз Криса Бёрда опух, и в результате чемпион стал хуже им видеть. За 28 секунд до окончания раунда Владимир Кличко пробил точную двухударную комбинацию левый джеб — правый джеб (прямой удар). В результате этих ударов Крис Бёрд оказался в нокдауне, но сразу же поднялся и после окончания отсчёта нокдауна поединок был продолжен. В 11-м раунде Кличко пробил несколько двухударных комбинаций джебов с обеих рук, а затем, войдя на ближнюю дистанцию, пробил многоударную серию хуков (боковых ударов) с обеих рук, вследствие чего за 1 минуту 34 секунды до окончания раунда Бёрд оказался во втором нокдауне за поединок, но вновь быстро поднялся, и рефери Лу Морет разрешил продолжить поединок. После возобновления поединка Бёрд, подняв блок, встал в угол ринга, а Кличко, подойдя к нему, стал пробивать безответные акцентированные удары. Это вынудило Морета спросить Бёрда о том, может ли он продолжать бой, на что тот ответил утвердительно. Отец и тренер Криса Джо Бёрд, видя тяжёлое положение сына, несколько раз подходил к рингу, чтобы выбросить белое полотенце, но так и не сделал этого. К двенадцатому раунду оба глаза Бёрда заплыли, и он, практически ничего не видя, всё же сумел достоять до финального гонга.
По истечении двенадцати раундов победа единогласным судейским решением была присуждена Владимиру Кличко, который и стал новым чемпионом мира по версии WBO.
| Счёт судейских записок | Счёт судейских записок | Счёт судейских записок | Счёт судейских записок | Счёт судейских записок | Счёт судейских записок |
| Билл Лерч              | Билл Лерч              | Сезар Рамос            | Сезар Рамос            | Аксель Зелке           | Аксель Зелке           |
| ---------------------- | ---------------------- | ---------------------- | ---------------------- | ---------------------- | ---------------------- |
| Крис Бёрд              | Владимир Кличко        | Крис Бёрд              | Владимир Кличко        | Крис Бёрд              | Владимир Кличко        |
| 106                    | 120                    | 107                    | 118                    | 107                    | 119                    |

## Андеркарт
В таблице перечислены результаты всех поединков боксёров.
В каждой строке указан результат поединка. Дополнительно номер поединка обозначен цветом, который обозначает итог поединка. Расшифровка обозначений и цветов представлена в нижеследующей таблице.
| Пример | Расшифровка                     |
| ------ | ------------------------------- |
|        | Победа                          |
|        | Ничья                           |
|        | Поражение                       |
|        | Планируемый поединок            |
|        | Поединок признан несостоявшимся |
| КО     | Нокаут                          |
| ТКО    | Технический нокаут              |
| PTS    | Решение судей (по очкам)        |
| UD     | Единогласное решение судей      |
| MD     | Решение большинства судей       |
| SD     | Раздельное решение судей        |
| RTD    | Отказ от продолжения боя        |
| DQ     | Дисквалификация                 |
| NC     | Поединок признан несостоявшимся |

| Боксёр                      | Итог боя    | Боксёр                    | Примечания                                                                  |
| --------------------------- | ----------- | ------------------------- | --------------------------------------------------------------------------- |
| Крис Бёрд (31-1)            | UD12 (12)   | Владимир Кличко (34-1)    | Поединок за титул чемпиона мира в тяжёлом весе по версии WBO.               |
| Дейзи Лэнг (11-1)           | UD10 (10×2) | Бренда Бернсайд (7-10-2)  | Поединок за титул чемпионки мира во втором наилегчайшем весе по версии IBF. |
| Иштван Ковач (18-0)         | TKO1 (8)    | Агустин Лоренцо (25-12-2) | Рейтинговый поединок в полулёгком весе.                                     |
| Томас Ульрих (18-0)         | UD8 (8)     | Али Форбс (12-6-1)        | Рейтинговый поединок в полутяжёлом весе.                                    |
| Юрген Бремер (9-0)          | TKO3 (6)    | Марино Монтейн (23-53-6)  | Рейтинговый поединок во втором среднем весе.                                |
| Ханс Янссен (11-0)          | TKO4 (6)    | Лайос Патко (4-18-3)      | Рейтинговый поединок в первом среднем весе.                                 |
| Ахмет Онер (12-2-1)         | TKO3 (6)    | Марек Сворен (0-11)       | Рейтинговый поединок в полутяжёлом весе.                                    |
| Синан Шамиль Сам (4-0)      | TKO2 (4)    | Владо Сабо (0-3)          | Рейтинговый поединок в тяжёлом весе.                                        |
| Йохан Торбьернссон (3-0)    | TKO2 (4)    | Любомир Джанота (0-1)     | Рейтинговый поединок в тяжёлом весе.                                        |
| Гейр Инге Йоргенсен (дебют) | UD4 (4)     | Владимир Стано (0-10)     | Рейтинговый поединок в лёгком весе.                                         |

## После боя
После первой победы над Бёрдом Кличко-младший провёл несколько успешных защит титула, но 8 марта 2003 года проиграл техническим нокаутом во 2-м раунде южноафриканцу Корри Сандерсу и утратил чемпионский титул. В 2004 году Владимир попытался вернуть себе потерянный титул, который на тот момент был вакантен, но был побеждён двоюродным братом Бёрда Лаймоном Брюстером. После поражения от Владимира Кличко Бёрд провёл несколько поединков и стал одним из основных претендентов на титул чемпиона мира по версии IBF, которым владел Леннокс Льюис. Однако Льюис отказался боксировать против Бёрда и лишился чемпионского титула по версии IBF. В итоге вакантный титул оспаривали Эвандер Холифилд и Крис Бёрд. Поединок завершился победой Бёрда единогласным судейским решением. После победы над Холифилдом Бёрд провёл пять успешных поединков-защит титула. Все эти поединки прошли по двенадцати-раундовому регламенту, четыре из них завершились победой Бёрда, а один ничьей.
24 сентября 2005 года Владимир Кличко победил единогласным судейским решением непобеждённого до того нигерийца Сэмюэля Питера и стал претендентом на титулы чемпиона мира по версиям IBF и WBO. После победы над Питером Кличко-младший решил провести поединок против чемпиона мира по версии IBF Криса Бёрда. Несмотря на то, что после первого поединка «Крис Бёрд — Владимир Кличко», Крис Бёрд публично заявил, что больше никогда не будет боксировать на территории Германии, местом проведения второго боя был выбран стадион SAP-Arena в Мангейме (Германия).
Поединок проходил с преимуществом украинского спортсмена, который удерживал Бёрда на ударной для себя дистанции. В пятом раунде Кличко-младший попал по Бёрду акцентированным прямым ударом с правой руки, после чего тот оказался в нокдауне. В 7-м раунде украинец провёл трёхударную комбинацию ударов, после которой Крис Бёрд вновь оказался в нокдауне. После второго в этом же раунде нокдауна рефери Уэйн Келли остановил поединок. Победа техническим нокаутом в 7-м раунде (TKO7) была присуждена Владимиру Кличко.
После этого поражения карьера Бёрда пошла на спад, он провёл ещё четыре поединка, два из которых выиграл, а два проиграл. Боксёрская карьера Владимира Кличко продолжалась до 2017 года, за это время он сумел завоевать чемпионские титулы по версиям WBA, WBO и журнала «The Ring». В ноябре 2015 года он проиграл все свои титулы британцу Тайсону Фьюри. В апреле 2017 года Кличко попытался вернуть часть своих титулов, но вновь проиграл другому британцу Энтони Джошуа.

## Комментарии
1. ↑  На самом деле на момент боя на счету Владимира Кличко должно быть на одну досрочную победу больше. Разночтения в рекорде Владимира Кличко возникли после его поединка с Бико Ботовамунгу 23 августа 1997 года, когда рефери остановил поединок дисквалифицировав Ботовамунгу, затем результат встречи был изменен на победу Кличко техническим нокаутом. Однако на сайте BoxRec, который является одним из самых авторитетных статистических сайтов на данную тему, в отличие от других источников, результат остался прежним[1].
2. ↑  По правилам бокса, выброшенное секундантом одного из боксёров в ринг полотенце означает автоматическое поражение того боксёра, чьим секундантом это полотенце было выброшено. По правилам любительского бокса статус такого результата определяется как «отказ секунданта от продолжения боя», а в профессиональном — «технический нокаут».
3. ↑  В титульных поединках при ничейном результате титул остается у его обладателя (если таковой был), а если титул был вакантен, то после боя за титулом сохраняется вакантный статус.